# Kevin De Mesmaeker
Kevin De Mesmaeker (Wetteren, 24 juli 1991) is een Belgisch wielrenner die anno 2016 rijdt voor Team Novo Nordisk. In 2013 liep hij ervaring op in onder andere de Ronde van Turkije, de Ronde van Denemarken en de Ronde van Beieren. In 2014 eindigde hij derde in de vierde etappe van de Ronde van Californië.
Anno 2020 werkt De Mesmaeker voor de Belgische federale overheid. Hij is daarnaast actief bij MVC Alpaca's.
De Mesmaeker is diabeet.

## Reultaten in voornaamste wedstrijden
| Jaar | Milaan-San Remo |
| ---- | --------------- |
| 2015 | 159e            |
| 2016 | 160e            |

## Ploegen
- 2013 –  Team Novo Nordisk
- 2014 –  Team Novo Nordisk
- 2015 –  Team Novo Nordisk
- 2016 –  Team Novo Nordisk

Ambrose · Cherhal · Clancy · Cremers · De Mesmaeker · Dilley · Glasspool · Henttala · de Keijzer · Lefrançois · Lozano · Mejías · Peron · Planet · Raeymaekers · Strobel · Verschoor · Williams · Kamstra (stagiair)
Ambrose · Benhamouda · Cherhal · Clancy · Cremers · De Mesmaeker · Dilley · Glasspool · Henttala · Kamstra · de Keijzer · Lefrançois · Lozano · Mejías · Peron · Planet · Verschoor · Williams · van IJzendoorn (stagiair) · Valognes (stagiair)